# ONO
Ono (legalmente, Vodafone Ono, S.A.U.), anteriormente conocido como Cableuropa, fue un operador de telecomunicaciones propiedad de Vodafone España que prestaba los servicios de fijo, móvil, internet y televisión (Vodafone TV) en España.
Ono adquirió diversas empresas de telecomunicaciones, siendo la compra más importante la de Auna en noviembre de 2005, para convertirse en la compañía de cable más importante de España. A principios de 2014 se conoció la noticia de que la empresa británica de telecomunicaciones Vodafone compraría Ono por 7200 millones, oferta que días más tarde se confirmó. Desde entonces, Vodafone adquirió la totalidad de la sociedad matriz de Cableuropa. En abril de 2015, Vodafone integró Cableuropa, S.A.U., trasladando su sede al mismo edificio de Vodafone y cambiando su denominación social por Vodafone Ono, S.A.U. Aunque ambas empresas continuaron ofreciendo productos de forma independiente, comercializaban ofertas conjuntas entre ellas.
En enero de 2018, Vodafone llevó a cabo la fusión por absorción de Ono, aunque la página web no desapareció hasta el 8 de abril de 2019.

## Historia
La marca ONO fue lanzada el 29 de septiembre de 1998 por la empresa Multitel (Cableuropa). Antes de comenzar a operar con la marca ONO, Multitel participó en una serie de concursos convocados tras la entrada en vigor de la «Ley General de Telecomunicaciones por Cable». Entre 1996 y 1998 Multitel, y otras empresas locales con las que participaba en la adjudicación de licencias, (Mediterránea Norte de Sistemas, Mediterránea Sur de Sistemas y Valencia de Cable, S.A.), obtuvo las licencias necesarias para prestar servicios de televisión y telecomunicaciones por cable en las demarcaciones de Comunidad Valenciana, Región de Murcia, Cádiz, Huelva, Cantabria, Mallorca y Albacete. A medida que se empezaron a operar las diferentes demarcaciones y lanzar en 1998 en todas la marca ONO, la compañía desplegó en sus regiones su propia red. Posteriormente la compañía ganó la licencia de Castilla-La Mancha, siendo Cuenca la primera ciudad cableada. Continuó expandiéndose, al adquirir compañías de cable de otras demarcaciones y comunidades autónomas. En mayo de 2004, ONO adquirió 'Retecal', operadora de cable de Castilla y León.

### Adquisición de AunaCable
En agosto de 2005 se hizo pública la adquisición de «AunaCable», filial del Grupo Auna, por 2200 millones de euros. En noviembre de 2005, se hace efectiva la compra de la división de cable de Auna y ONO comienza la integración de ambas compañías, adquiriendo así las licencias para comunidades donde ONO no operaba, dando lugar al primer operador de cable en España, alternativo al antiguo monopolio de Telefónica. Con la adquisición de Auna, se dio entrada a empresas de capital de riesgo (JP Morgan Partners, Providence Equity, Thomas H. Lee Company, GE Capital Services Structures Finance Group, Inc., Quadrangle Group).
En diciembre de 2006, ONO crea su red propia para ofrecer telefonía móvil mediante la licencia de OMV y colaboración de Huawei. En noviembre de 2007 presentó ‘ONO io’, su servicio de telefonía móvil, renombrado posteriormente como ‘ONO Móviles’. En dicho año, ONO anuncia su oferta de 100 megas de banda ancha mediante la tecnología Docsis 3.0. El operador de cable ha invertido cerca de 9.000 millones de euros en desplegar su red y está comenzando las pruebas piloto en Valladolid.
En septiembre de 2008 anuncia el lanzamiento de una nueva modalidad de banda ancha de 50 Mbps para algunas regiones de la comunidad de Madrid. A 17 de diciembre de 2010, la cobertura de la nueva modalidad de 50 Mbps supera los 5 millones de hogares.
En noviembre de 2008, José María Castellano se convierte en el 2º Presidente de ONO, relevando de su cargo a Eugenio Galdón, fundador de ONO y presidente desde entonces. En el primer trimestre de 2009 se cerró un nuevo Expediente de Regulación de Empleo (ERE), por el cual se despidió a 1000 empleados.
El 18 de noviembre de 2010 se anuncia la incorporación de Canal+ a la oferta televisiva del operador, como canal de suscripción adicional. En 2011, elimina por primera vez el compromiso de permanencia, de manera generalizada a todas sus ofertas y sin limitación geográfica. Ese mismo año se anunció la cristalización definitiva del acuerdo con TiVo, anunciándose el inicio de la oferta de televisión en alta definición a partir de finales de septiembre de 2011.

### Adquisición por Vodafone
El 17 de marzo de 2014, Vodafone España anuncia la compra de ONO por 7200 millones €. El 2 de julio de 2014, la comisión europea da el visto bueno a Vodafone para proceder a la compra del operador ONO. El 23 de julio de 2014, el operador Vodafone procede a realizar la firma con la que se cierra la compra del operador ONO, convirtiéndose Antonio Coimbra en el nuevo presidente.
El 20 de abril de 2015, el operador Vodafone comienza a ofrecer los servicios «Vodafone ONE» que abarca los servicios de ONO (internet, TV de pago y telefonía fija) junto con telefonía móvil de Vodafone. 
En enero de 2018, Vodafone llevó a cabo la fusión por absorción de ONO. Así es como culminó la integración de ONO en Vodafone.

## Vodafone ONE
ONO utilizaba su propia red híbrida de fibra óptica y último tramo de cable coaxial, ofreciendo servicios combinados de telefonía fija, internet y televisión de pago.

### Telefonía
Hasta ser adquirida por Vodafone, además de la telefonía fija, ONO contaba con una OMV que empleaba la red de Movistar y que utilizaba la compañía para ofrecer su servicio "ONO io", que integraba teléfono fijo y móvil en un solo dispositivo.

### Televisión
«Vodafone TV», es el servicio de televisión de pago heredero de la antigua plataforma de televisión por cable 'ONO TV', la cual contaba con el servicio TiVo desde 2011. A partir del 20 de abril de 2015, se produjo el cambio de nombre de plataforma a «Vodafone TV», encuadrado en la oferta conjunta de «Vodafone ONE». «Vodafone TV» incorpora tres modalidades, TV Esencial (más de 70 canales temáticos), TV Extra (Más de 100 canales temáticos) y TV Total (más de 120 canales temáticos).

## Desaparición
El 13 de octubre de 2016, ONO anunció que el 1 de diciembre del 2018, la marca desaparecería quedando todo bajo la marca Vodafone España. El cambio afectó a la facturación, los servicios ya contratados y las tarifas se mantuvieron.